# Marāgheh (flygplats)
Marāgheh är en flygplats i Iran.   Den ligger i provinsen Östazarbaijan, i den nordvästra delen av landet, 500 km väster om huvudstaden Teheran. Marāgheh ligger 1 339 meter över havet.
Terrängen runt Marāgheh är varierad.Runt Marāgheh är det ganska tätbefolkat, med 90 invånare per kvadratkilometer. Närmaste större samhälle är Bonāb, 6,4 km väster om Marāgheh. Trakten runt Marāgheh består i huvudsak av gräsmarker.